# Birnbach (Sankt Wolfgang)
Birnbach ist ein Gemeindeteil von St. Wolfgang im oberbayerischen Landkreis Erding.

## Lage
Die Einöde Birnbach liegt einen Kilometer nordöstlich von Schönbrunn, zu deren Gemeinde der Ort bis 1971 gehörte, und einen Kilometer westlich von Oberornau im Birnbachtal. Der Birnbach mündet etwas unterhalb der Einöde bei Oberornau in den Ornauer Bach.

## Bevölkerungsentwicklung

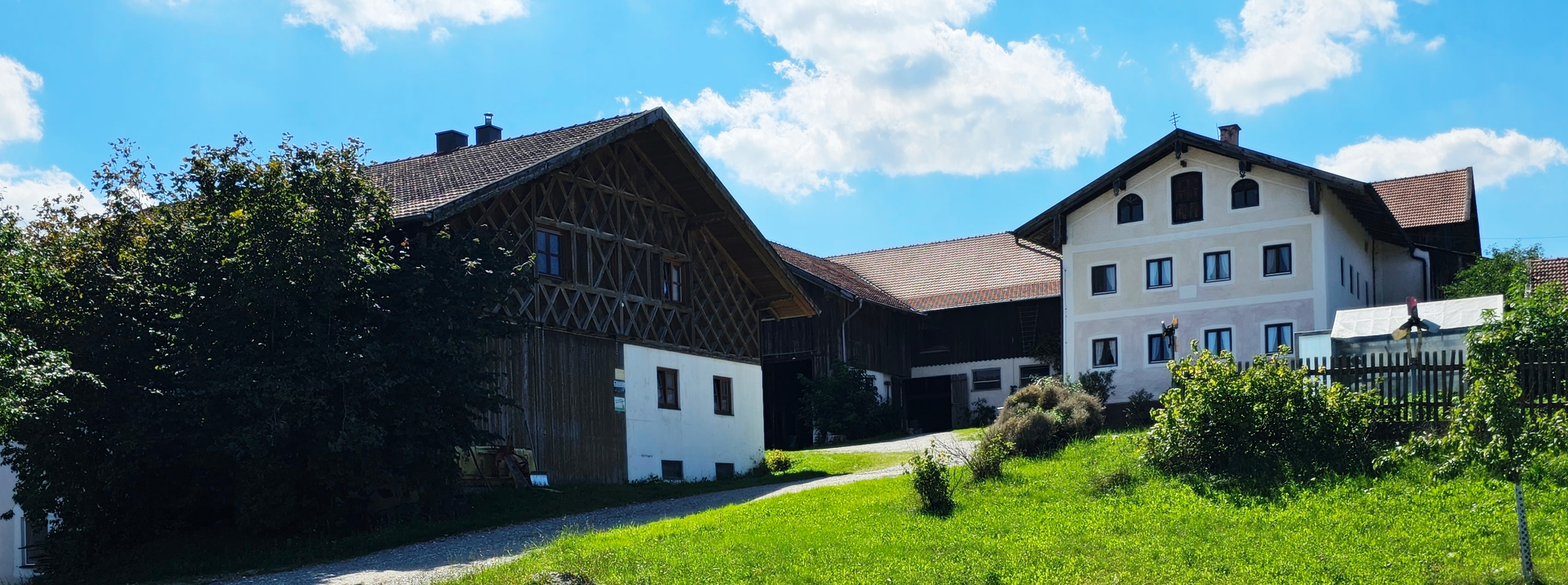
Birnbach

In Birnbach gab es 1871 neun Einwohner. Bis 1950 stieg die Einwohnerzahl in der Nachkriegszeit des Zweiten Weltkriegs auf zehn Einwohner. Im Mai 1987 lebten dort 5 Einwohner in einem Wohngebäude.
| Jahr      | 1871 | 1925 | 1950 | 1970 | 1987 |
| Einwohner | 9    | 7    | 10   | 6    | 5    |